# Carina Lilge-Leutner
Carina Lilge-Leutner, née Leutner le 10 juin 1960, divorcée Weber, morte le 21 août 2017 à Vienne, est une coureuse de fond autrichienne. Elle a remporté treize titres nationaux en athlétisme.

## Biographie
Ayant pratiqué le tennis de manière sporadique durant sa jeunesse, Carina commence la course à pied à l'âge de 24 ans. Elle participe à sa première course à l'automne 1984, un 10 kilomètres, qu'elle termine en un peu plus de 40 min. Elle rejoint ensuite un club d'athlétisme et prend part à son premier marathon en 1985 à Graz. Doutant de ses qualités, son club ne l'inscrit pas aux championnats d'Autriche de marathon qui se déroulent dans le cadre de l'épreuve. Carina termine la course en 2 h 55, temps qui lui aurait permis de décrocher la médaille d'argent des championnats derrière la jeune Monika Frisch. Réalisant son potentiel, son entraîneur fait alors appel au marathonien Josef Steiner pour prendre son relais, estimant qu'il serait mieux qualifié pour entraîner Carina.
Sous la tutelle de Josef en 1986, Carina prend le départ du marathon de Vienne qu'elle termine troisième en 2 h 42 min 28 s. Elle confirme ses qualités de coureuse de fond en remportant les titres de championne d'Autriche du 10 000 mètres et de course sur route. Elle établit un nouveau record d'Autriche du 10 000 mètres en 34 min 34 s le 30 août à Vienne. Le 26 octobre, elle s'aligne sur le marathon de Chicago. Effectuant une solide course, elle termine à la huitième place en 2 h 37 min 9 s, établissant ainsi un nouveau record national.
Le 5 avril 1987, elle est annoncée comme favorite au marathon de Vienne. Effectuant la course en tête, elle reste cependant sur ses gardes, craignant de voir revenir sur elle la Hongroise Karolina Szabó, inscrite à la dernière minute. Cette dernière ne parvenant pas à faire la jonction, Carina s'impose, devenant la première Autrichienne à remporter le marathon de Vienne et la seule jusqu'à la victoire d'Andrea Mayr en 2009. Elle décroche de plus le titre de championne d'Autriche de marathon,.
En 1991, Carina s'essaie avec succès à la course en montagne. Lors des championnats d'Autriche de course en montagne à Graz, elle profite de l'absence de sa rivale Verena Lechner pour s'imposer devant la championne 1989 Elisabeth Singer. Le 25 août, elle remporte la course de montagne du Kitzbüheler Horn.
À la fin des années 1990, Carina s'estime ne plus être suffisamment compétitive en marathon. Elle s'essaie alors au triathlon. Le 19 juillet 1998, elle se classe cinquième et meilleure Autrichienne du TriMania à Klagenfurt,.
Ne souhaitant pas prendre sa retraite sportive, Carina continue de prendre part à des compétitions de manière toujours compétitive. En 2008, à 48 ans, elle remporte son treizième titre de championne d'Autriche en s'imposant à la course de Stuhleck, glânant ainsi son second titre en course en montagne, 17 ans après le premier. Prenant part au Challenge mondial de course en montagne longue distance 2012 à Interlaken avec Sabine Reiner et Karin Freitag, elle permet à son équipe de remporter la médaille de bronze.
Voyant sa santé se dégrader, elle doit mettre sa carrière sportive entre parenthèses en 2013 pour se soigner. Elle fait brièvement son retour à la compétition avant de devoir se retirer. Diagnostiquée d'un cancer, elle y succombe le 21 août 2017,.

## Palmarès

### Route
| Année | Compétition                                 | Lieu               | Place | Épreuve       | Temps           |
| ----- | ------------------------------------------- | ------------------ | ----- | ------------- | --------------- |
| 1986  | Marathon de Vienne                          | Vienne             | 3e    | Marathon      | 2 h 42 min 28 s |
| 1986  | Championnats d'Autriche de course sur route | Oberwart           | 1re   | 15 kilomètres | 54 min 23 s     |
| 1986  | Marathon de Chicago                         | Chicago            | 8e    | Marathon      | 2 h 37 min 9 s  |
| 1987  | Marathon de Vienne                          | Vienne             | 1re   | Marathon      | 2 h 40 min 57 s |
| 1987  | Marathon de New York                        | New York           | 20e   | Marathon      | 2 h 43 min 12 s |
| 1988  | Marathon de Vienne                          | Vienne             | 3e    | Marathon      | 2 h 41 min 56 s |
| 1989  | Marathon de Vienne                          | Vienne             | 5e    | Marathon      | 2 h 47 min 32 s |
| 1990  | Championnats d'Autriche de marathon         | Amstetten          | 1re   | Marathon      | 2 h 49 min 20 s |
| 1991  | Marathon de Vienne                          | Vienne             | 3e    | Marathon      | 2 h 40 min 47 s |
| 1991  | Championnats d'Autriche de course sur route | Vienne             | 1re   | 15 kilomètres | 53 min 3 s      |
| 1991  | Marathon de Chicago                         | Chicago            | 9e    | Marathon      | 2 h 46 min 12 s |
| 1992  | Championnats d'Autriche de semi-marathon    | Straßwalchen       | 1re   | Semi-marathon | 1 h 18 min 23 s |
| 1992  | Marathon de Berlin                          | Berlin             | 19e   | Marathon      | 2 h 49 min 57 s |
| 1993  | Marathon de Houston                         | Houston            | 15e   | Marathon      | 2 h 49 min 49 s |
| 1993  | Dunajský maratón                            | Bratislava         | 1re   | Marathon      | 2 h 54 min 24 s |
| 1994  | Marathon de Vienne                          | Vienne             | 7e    | Marathon      | 2 h 44 min 33 s |
| 1995  | Semi-marathon de Wels                       | Wels               | 1re   | Semi-marathon | 1 h 22 min 28 s |
| 1995  | Marathon d'Enschede                         | Enschede           | 6e    | Marathon      | 2 h 50 min 11 s |
| 1995  | Marathon de Graz                            | Graz               | 2e    | Marathon      | 2 h 44 min 30 s |
| 2002  | Marathon de Linz                            | Linz               | 4e    | Marathon      | 3 h 2 min 25 s  |
| 2003  | Marathon de Linz                            | Linz               | 3e    | Marathon      | 3 h 6 min 1 s   |
| 2003  | Marathon de Graz                            | Graz               | 2e    | Marathon      | 2 h 54 min 42 s |
| 2004  | Marathon de Wachau                          | Krems an der Donau | 2e    | Marathon      | 3 h 1 min 25 s  |
| 2007  | Semi-marathon de Vienne                     | Vienne             | 4e    | Semi-marathon | 1 h 23 min 47 s |

### Piste
| Année | Compétition                         | Lieu       | Place | Épreuve  | Temps          |
| ----- | ----------------------------------- | ---------- | ----- | -------- | -------------- |
| 1986  | Championnats d'Autriche de 10 000 m | Micheldorf | 1re   | 10 000 m | 35 min 18 s 20 |
| 1992  | Championnats d'Autriche de 10 000 m | Amstetten  | 1re   | 10 000 m | 35 min 21 s 20 |
| 1994  | Championnats d'Autriche de 10 000 m | Lienz      | 1re   | 10 000 m | 36 min 30 s 69 |

### Course en montagne
| no  | féminin            | Course                                        | Longueur | Départ           | Temps           |
| --- | ------------------ | --------------------------------------------- | -------- | ---------------- | --------------- |
|     | Médaille d'argent  | Course de montagne du Kitzbüheler Horn        | 12,9 km  | 26 août 1990     | 1 h 13 min 29 s |
|     | Médaille d'or      | Championnats d'Autriche de course en montagne | 6,6 km   | 4 août 1991      | 29 min 36 s     |
|     | Médaille d'or      | Course de montagne du Kitzbüheler Horn        | 12,9 km  | 25 août 1991     | 1 h 14 min 23 s |
|     | Médaille de bronze | Course de montagne du Kitzbüheler Horn        | 12,9 km  | 3 septembre 2006 | 1 h 15 min 37 s |
|     | Médaille d'argent  | Course de montagne du Kitzbüheler Horn        | 12,9 km  | 19 août 2007     | 1 h 16 min 31 s |
|     | Médaille d'or      | Championnats d'Autriche de course en montagne | 10,4 km  | 1er juin 2008    | 59 min 22 s     |
| 81e | 8e                 | Marathon de la Jungfrau                       | 42,2 km  | 6 septembre 2008 | 3 h 53 min 28 s |
|     | Médaille d'or      | Course de montagne du Kitzbüheler Horn        | 12,9 km  | 30 août 2009     | 1 h 14 min 33 s |
|     | Médaille d'argent  | Course de montagne du Kitzbüheler Horn        | 12,9 km  | 29 août 2010     | 1 h 17 min 1 s  |

## Records
| Épreuve       | Épreuve       | Performance     | Date             | Lieu      |
| ------------- | ------------- | --------------- | ---------------- | --------- |
| 800 mètres    | 800 mètres    | 2 min 17 s 18   | 16 juin 1992     | Ebensee   |
| 1 500 mètres  | 1 500 mètres  | 4 min 29 s 93   | 16 août 1990     | Feldkirch |
| 3 000 mètres  | Plein air     | 9 min 37 s 38   | 17 août 1990     | Feldkirch |
| 3 000 mètres  | En salle      | 9 min 38 s 61   | 23 février 1992  | Vienne    |
| 5 000 mètres  | 5 000 mètres  | 16 min 35 s 51  | 6 juin 1991      | Vienne    |
| 10 000 mètres | 10 000 mètres | 33 min 38 s 85  | 19 juillet 1990  | Dortmund  |
| 5 kilomètres  | 5 kilomètres  | 18 min 22 s     | 6 juin 2004      | Vienne    |
| 10 kilomètres | 10 kilomètres | 34 min 44 s     | 9 avril 2012     | Lomme     |
| 15 kilomètres | 15 kilomètres | 52 min 9 s      | 9 novembre 1986  | Lisbonne  |
| Semi-marathon | Semi-marathon | 1 h 17 min 58 s | 5 septembre 1993 | Pinkafeld |
| Marathon      | Marathon      | 2 h 37 min 9 s  | 26 octobre 1986  | Chicago   |